# Vlag van Tolima

Vlag van Tolima

De vlag van Tolima bestaat uit twee even hoge horizontale banen in de kleurencombinatie wijnrood-geel. Het departement Tolima nam de vlag in gebruik in 1968.
De rode kleur staat voor de mensen uit Tolima die hun bloed hebben gegeven voor de onafhankelijkheid van Colombia; het geel symboliseert de weelde die de mijnbouw het departement heeft opgeleverd.